# Frans Geysen
Frans Geysen, né le 29 juillet 1936 à Oostham, actuellement partie de Ham, dans le Limbourg belge, est un compositeur et écrivain belge.

## Biographie
Né à Oostham, dans le Limbourg belge, Frans Geysen étudie la musique à l'Institut Lemmens à Malines ainsi qu'aux conservatoires d'Anvers et de Gand. En 1962, il devient professeur d'harmonie et d'analyse à l'Institut Lemmens et enseigne depuis 1975 au Conservatoire royal de Bruxelles.